# Sawako Ariyoshi

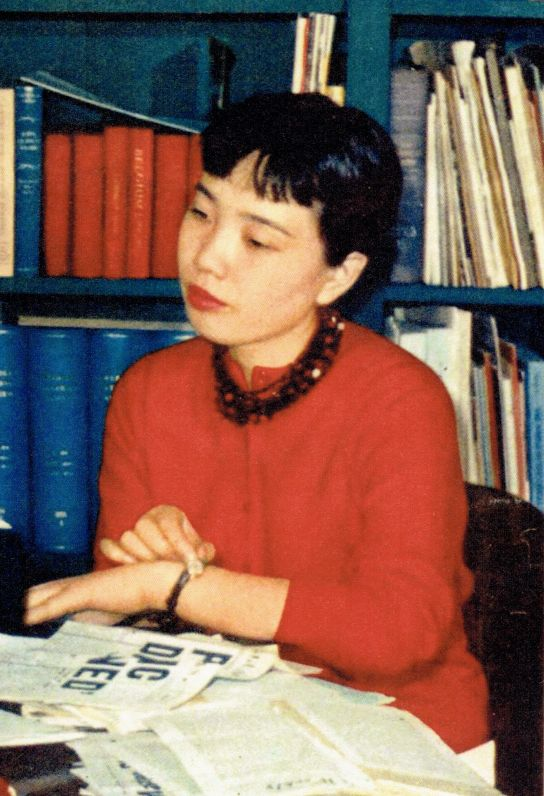
Sawako Ariyoshi

Sawako Ariyoshi (japanisch 有吉 佐和子, Ariyoshi Sawako; * 20. Januar 1931 in Wakayama, Präfektur Wakayama, Japan; † 30. August 1984 in Tokio) war eine japanische Schriftstellerin.

## Leben
Ariyoshi begann 1949 ein Studium der Literatur- und Theaterwissenschaften in Tokio, das sie 1952 abschloss. 1959 verbrachte sie als Rockefeller-Stipendiatin ein Jahr am Sara Lawrence College in New York. Sie schrieb sowohl Kurzgeschichten als auch Romane, Theaterstücke und Drehbücher. Ihre Werke beschäftigen sich oft mit dem häuslichen Leben in Japan und greifen soziale Probleme auf. Sie wurden in erster Linie ins Englische übersetzt und bisher nur zum Teil ins Deutsche. Ihr bekanntestes Werk ist der historische Roman Hanaoka Seishū no tsuma (dt. Kae und ihre Rivalin, engl. The Doctor's Wife), der einerseits die Experimente Hanaoka Seishūs an seiner Mutter und seiner Frau und andererseits das gestörte Verhältnis beider Frauen untereinander behandelt.
1970 wurde sie für Izumo no Okuni (出雲の阿国) mit dem Großen Preis für japanische Literatur ausgezeichnet.

## Werke (Auswahl)
- 1959: Ki no kawa (紀ノ川); (engl. The River Ki). Kodansha, Tokio.
  - 1987: Eine Braut zieht flußabwärts, Roman. Rowohlt Taschenbuch Verlag, Reinbek bei Hamburg 1987, ISBN 3-499-15833-7.
- 1961: Sambaba (三婆)
  - 1989: Die drei Alten: eine Erzählung aus Japan. Aus dem Japanischen von Fleur Wöss. Galrev Verlag, Berlin 1989, ISBN 978-3-925230-05-9.
- 1966: Hanaoka Seishū no tsuma (華岡青洲の妻)
  - Kae und ihre Rivalin. Aus dem Japanischen von Urs Loosli, Zürich, München, Theseus Verlag, 1990
- 1972: Kōkotsu no hito (恍惚の人) – Der senile Alte
- 1974 bis 1975: Fukugō osen (複合汚染) – Komplexe Verseuchung